# Mihály Kozma
Mihály Kozma (Tápé, 1º novembre 1949) è un ex calciatore ungherese, di ruolo attaccante.

## Carriera
Fu capocannoniere del campionato ungherese nel 1971, nel 1974 e nel 1975.

## Palmarès

### Giocatore

#### Club
- Campionato ungherese: 2

Honved: 1979-1980, 1983-1984
- Coppa del Belgio: 1

Thor Waterschei: 1981-1982

#### Nazionale
- Argento olimpico: 1

Monaco di Baviera 1972

#### Individuale
- Capocannoniere del campionato ungherese: 3

1970-1971 (25 gol), 1973-1974 (27 gol), 1974-1975 (20 gol, a pari merito con Ferenc Bene)